# Сильвия Найт
Си́львия Найт (Silvía Night, исл. Silvía Nótt) — вымышленный сатирический персонаж, который придумали исландские артисты Гойкюр Улфарссон и Аугуста Эва Эрленсдоттир, которая играет роль Сильвии Найт. Впервые Сильвия Найт появилась на популярном исландском телевизионном шоу «Шоу Сильвии Найт» (исл. Sjáumst með Silvíu Nótt).
Сильвия Найт является участницей конкурса песни Евровидения в 2006 году. Её нелепые и скандальные  выходки на сцене и в жизни стали причиной для споров и дискуссий. Многие думали, что Сильвия Найт — реальная личность, а не альтер эго известной певицы и актрисы. Когда Сильвию Найт признали самой сексуальной исландкой в 2006 году, Аугуста Эва заняла только четвёртое место.

## Образ Сильвии Найт
Аугуста Эва Эрленсдоттир — тогда ещё малоизвестная актриса и участница группы Ske, и Гойкюр Улфарссон придумали персонаж Сильвии Найт, чтобы показать всё плохое, что может быть в поведении человека в 21-м веке. Сильвия Найт — девушка 25-и лет, которая мечтает стать знаменитой актрисой и певицей и считает, что нет на земле человека талантливее её. Её бойфренд — аргентинец, которого играет исландский актёр Бьйорн Торс. Она любит японскую кухню и говорит на японском языке. Её английский оставляет желать лучшего, а на родном исландском она говорит, используя сленг, очень часто — американский. Образ Сильвии Найт очень сильно повлиял на аудиторию. Многие фанаты стали пародировать её, однако критики обвиняли её в том, что она слишком вульгарна.

## Участие в Евровидении
Сильвия Найт участвовала на Евровидении 2006 с песней «Congratulations». Перед выступлением она очень грубо вела себя с журналистами (они не знали, что она — вымышленный персонаж).
После полуфинала, когда стало ясно, что Сильвия Найт не прошла в финал, она устроила скандал. Выйдя к журналистам, она сказала: «Вы — неблагодарные ублюдки! Вы голосовали за уродливых людей из Финляндии, у которых даже нет настоящего визажиста, и вы не голосовали за меня, потому что я не Treble (musical group) и не страшная старая сука из Швеции».
Из-за этого и других скандалов Сильвию Найт стали любить и ненавидеть во многих странах. Она стала известной и её альбом «Goldmine», который вышел в 2007 году, завоевал огромную популярность.

## Дискография
- Thank You Baby (2007)
- Goldmine (2007)